# Почва (горное дело)
По́чва — Нижняя часть горизонтальной горной выработки. Почва пласта, жилы, залежи – то же, что и их подошва. Почвой в геологии называли нижний подстилающий пласт залегания горной породы: 

Нижележащий пласт B называется почвою или постелью пласта А...
В современной геологии и горном деле термин почва также применяется для обозначения:
- нижних подстилающих слоёв
- подстилающих горных пород

До появления почвоведения в геологии почвой называли:
- рыхлую горную породу
- сыпучий грунт [4]
- поверхностный горизонт выветривания
- пахотный слой
- растительная или перегнойная почва
- первичные или коренные почвы
- вторичные или наносные почвы
- лавы и вулканический пепел